# جويل غوزمان
جويل غوزمان هو لاعب كرة قاعدة دومينيكاني، ولد في 24 نوفمبر 1984 في Quisqueya, Dominican Republic ‏ في جمهورية الدومينيكان.

## وصلات خارجية
- جويل غوزمان على موقع دوري كرة القاعدة الرئيسي (الإنجليزية)
- جويل غوزمان على موقع الدوري الياباني لكرة القاعدة (الإنجليزية)
- جويل غوزمان على موقعبيزبول رفرنس.كوم (الدوري الرئيسي) (الإنجليزية)
- جويل غوزمان على موقعبيزبول رفرنس.كوم (الدوري الثانوي) (الإنجليزية)
- جويل غوزمان على موقع إي إس بي إن.كوم (أم.أل.بي) (الإنجليزية)
- جويل غوزمان على موقع مشجعي الرسوم البيانية (الإنجليزية)